# Politische Parteien in Aserbaidschan
Die Republik Aserbaidschan ist eine Parteiendemokratie. Die politischen Parteien bestimmen zu einem großen Teil die Politik in Aserbaidschan. Die Stellung der politischen Parteien werden nicht in der Verfassung der Republik Aserbaidschan geschildert. Ihre Gründung und ihr Aufbau ist mit einem Parteiengesetz geregelt.
Nach den letzten Parlamentswahlen am 1. November 2015 verfügt die regierende Partei Neues Aserbaidschan (YAP) mit 72 Sitzen über die Mehrheit der Sitze in der Nationalversammlung der Republik Aserbaidschan. Die restlichen Sitze verteilen unter sich die unabhängigen Abgeordneten sowie Vertreter von Kleinstparteien. Nach den letzten Parlamentswahlen am 1. November 2015 sind zehn politische Parteien im Parlament vertreten.
- Neues Aserbaidschan (Yeni Azərbaycan Partiyası) - Əliyev İlham Heydər oğlu
- Soziale Wohlfahrtspartei Aserbaidschans (Azərbaycan Sosial Rifah Partiyası)
- Aserbaidschanische Hoffnungspartei (Azərbaycan Ümid Partiyası) - Ağazadə İqbal Fehruz oğlu
- Bürgerliche Solidaritätspartei (Vətəndaş Həmrəyliyi Partiyası)
- Bürgerliche Unionspartei (Vətəndaş Birliyi Partiyası)
- Gerechtigkeitspartei (Ədalət Partiyası)
- Große Gründungspartei (Böyük Qurulus Partiyasi) - Fazil Mustafa
- Ganz Aserbaidschan Volksfront-Partei (Bütöv Azərbaycan Xalq Cəbhəsi Partiyası) - Həsənquliyev Qüdrət Müzəffər oğlu
- Demokratische Reformen Partei Aserbaidschans (Azərbaycan Demokratik İslahatlar Siyasi Partiyası) - Mollazadə Asim Nazim oğlu
- Nationale Partei der Wiederbelebungsbewegung (Milli Dirçəliş Hərəkatı Partiyası) - Quliyev Fərəc İbrahim oğlu[1]

Rechtsgrundlagen für die Arbeit der politischen Parteien sind in erster Linie die Verfassung und das Parteiengesetz. Das Parteiengesetz benennt in § 5 als allgemeine Arbeitsaufgabe von Parteien das Mitwirken an der politischen Willensbildung des Volkes auf allen Gebieten des öffentlichen Lebens.